# Puerto de Turku
El Puerto de Turku (en finés: Turun satama) es un puerto situado en el suroeste de Finlandia, donde el continente se encuentra con el inicio del archipiélago de Turku. Situado en la quinta ciudad más grande de Finlandia, el puerto maneja principalmente el tráfico entre Turku y la capital sueca de Estocolmo y las islas Åland.
El puerto se extiende por una amplia zona en la costa sur de la ciudad de Turku, a partir de la desembocadura del río Aura al distrito de Pansio. El área alrededor de la estación de tren es servida por cuatro ferries de pasajeros (dos veces al día) de las compañías Viking Line y Silja Line.